# Okręg Dolny Śląsk
Okręg Dolny Śląsk (II) – jednostka administracyjna istniejąca na zajętych przez Polskę ziemiach Dolnego Śląska w latach 1945–1946.
Okręg powstał 14 marca 1945. Obejmował tereny Dolnego Śląska, które zostały włączone do Polski. 28 czerwca 1946 został rozwiązany i włączony do województwa wrocławskiego.
Zarządcą Okręgu był pełnomocnik rządu na Okręg Dolny Śląsk Stanisław Piaskowski.